# Дионисио, Сильвия
Сильвия Дионисио (род. 28 сентября 1951) — итальянская актриса, исполнившая несколько заметных киноролей в 1970-е годы.
Сильвия родилась в Риме, дебютировала в мире кино, когда ей было всего 14 лет., в фильме Дорогая. Затем её карьера продолжилась участием в нескольких посредственных музыкальных итальянских фильмах, наряду с певцами, как Марио Тессуто, Джанни Деи, Литтл Тони и Мал. На съемках одного из таких фильмов она познакомилась с режиссёром Руджеро Деодато, который стал её мужем. У них родился сын, Саверио Деодато-Дионисио, который тоже стал актёром.
В 1975 Дионисио досталась главная роль в фильме Ondata di piacere, единственной по-настоящему эротической картине в карьере режиссёра Деодато. В том же году, она сыграла любовницу персонажа Уго Тоньяцци в комедии Мои друзья, режиссёра Марио Моничелли. В конце 1970-х она появилась в нескольких экшенах и эротических лентах, в начале 1980-х оставила кинематограф.

## Избранная фильмография
- Рита Москита (1966)
- Pronto… c'è una certa Giuliana per te (1967)
- Молодой, злой и дикий (1968)
- Начальник полиции Пепе (1969)
- Pensiero d'amore (1969)
- Джакомо Казанова: детство и отрочество (1969)
- Девушка по имени Джулс (1970)
- The Swinging Confessors (1970)
- Лук Робина Гуда (1971)
- Кровь для Дракулы (1974)
- Мои друзья (1975)
- Жить как полицейский, умри как мужчина (1976)
- Всеобщее чувство стыда (1976)
- Кровавая плата (1976)
- Страх в городе (1976)
- Il... Belpaese  (1977)
- Il marito in collegio (1977)
- Омары на обед (1979)
- Экспресс ужаса (1979)
- Crimebusters (1976)
- Ciao marziano  (1980)
- Убийственное безумие (1981)